# Daniel Cámpora
Daniel Hugo Cámpora (ur. 30 czerwca 1957 w San Nicolás de los Arroyos) – argentyński szachista, arcymistrz od 1986 roku.

## Kariera szachowa
Pierwszy znaczący sukces odniósł w roku 1975, zdobywając tytuł mistrza kraju w kategorii juniorów. W 1976 podzielił IV miejsce w rozegranych w Groningen mistrzostwach świata juniorów do lat 20. W ciągu kilku lat awansował do ścisłej czołówki argentyńskich szachistów. Pomiędzy 1978 a 2008 rokiem dziewięciokrotnie reprezentował narodowe barwy na szachowych olimpiadach (w tym 4 razy na I szachownicy), w roku 1994 w Moskwie zdobywając dwa indywidualne medale: złoty za najlepszy indywidualny wynik na I szachownicy (7½ pkt z 9 partii) oraz srebrny za uzyskany wynik rankingowy. Jest czterokrotnym medalistą indywidualnych mistrzostw Argentyny: dwukrotnie złotym (1986, 1989) oraz dwukrotnie srebrnym (1978, 1987). Dwukrotnie wystąpił w rozegranych systemem pucharowym turniejach o mistrzostwo świata: w roku 2001 wyeliminował w I rundzie Nigela Shorta, a w II przegrał z Jaanem Ehlvestem, natomiast w 2004 w I rundzie został wyeliminowany przez Walerija Filippowa.
Wielokrotnie startował w międzynarodowych turniejach, sukcesy odnosząc m.in. w Santiago (1980, I m.), Tuzli (1983, I m.), Pančevie (1985, I m.), Niszu (1985, I m.), Bernie (1987, dz. I m. wraz z Jefimem Gellerem i 1989, III m. za Michaiłem Gurewiczem i Leonidem Judasinem), Biel/Bienne (1987, III m. za Borisem Gulko i Olegiem Romaniszynem i 1991, turniej Mix, I m.), São Paulo (1993, dz. II m. za Julio Grandą Zunigą), Elgoibarze (1995 i 1996, w obu przypadkach dz. I m.), San Roque (1996, III m. za Jaanem Ehlvestem i Zurabem Azmaiparaszwili), Vila Real de Santo António (1998, dz. I m. wraz z Branko Damljanoviciem), Dos Hermanas (2001, turniej B, I m.), Andorze (2001, dz. I m.), Cali (2001, mistrzostwa panamerykańskie, dz. III m.), Asunción (2003, turniej strefowy, II m. za Rubenem Felgaerem), Santo Domingo (2003, dz. I m.), Calvii (2005, dz. II m. za Christianem Bauerem), Grenadzie (2006, dz. I m.), Sewilli (2006, dz. I m. wraz z Kevinem Spraggettem i Draganem Paunoviciem i 2007, dz. I m. wraz z Karelem van der Weide) oraz Kantabrii (2008, dz. II m. za Ilmarsem Starostitsem).
Najwyższy ranking w karierze osiągnął 1 lipca 1992, z wynikiem 2565 punktów dzielił wówczas 89-98. miejsce na światowej liście FIDE, jednocześnie zajmując 1. miejsce wśród argentyńskich szachistów.